# Promyrmekiaphila winnemem
Promyrmekiaphila winnemem là một loài nhện trong họ Euctenizidae. Loài này phân bố ở Hoa Kỳ.